# Сладковське сільське поселення (Сладковський район)
Сладко́вське сільське поселення (рос. Сладковское сельское поселение) — муніципальне утворення у складі Сладковського району Тюменської області, Росія.
Адміністративний центр — село Сладково.

## Історія
3 листопада 1923 року були утворені Большівська сільська рада, Малиновська сільська рада та Сладковська сільська рада. 19 вересня 1937 року ліквідовано Большівську сільраду. 14 червня 1954 року ліквідовано Малиновську сільраду.
2004 року Сладковська сільська рада перетворена в Сладковське сільське поселення. Присілок Пешнево було ліквідоване 2004 року.

## Населення
Населення — 3389 осіб (2020; 3473 у 2018, 3805 у 2010, 4159 у 2002).

## Склад
До складу поселення входять такі населені пункти:
| Населений пункт    | Населення, осіб (2002) | Населення, осіб (2010) |
| ------------------ | ---------------------- | ---------------------- |
| Больше, присілок   | 275                    | 221                    |
| Кочкарне, присілок | 135                    | 98                     |
| Малиново, присілок | 272                    | 183                    |
| Пешнево, присілок  | 0                      | -                      |
| Сладково, село     | 3477                   | 3303                   |